# 말매미
말매미(Cryptotympana atrata)는 곤충강 노린재목 매미아목 매미과의 곤충이다. 대한민국에서 가장 큰 매미로, 몸길이는 44mm 내외이고, 날개까지 길이는 65mm 내외이다. 몸은 광택이 나는 검은색에 새로 나온 개체는 금빛 가루가 덮여 있으며, 배와 다리에는 주황색 무늬가 있다. 플라타너스, 버드나무 따위가 사는 낮은 지대의 벌판에 살며 성충은 6~10월에 활동한다. 한반도 전역에 서식하며, 세계적으로는 중국에 분포한다.

## 울음소리
가로수에서 무리를 지어 울며, 밤에도 불빛이 있으면 합창을 한다. 울음소리는 무엇을 쏟아붓듯 ‘짜르르르···’하고 시끄럽게 운다. 
```
높은 가지에 앉아 한 마리가 울면 여러 마리가 경쟁적으로 동시에 소리를 낸다. 말매미는 주로 7월 중순~8월 하순에 매우 울어댄다.
```

## 사진

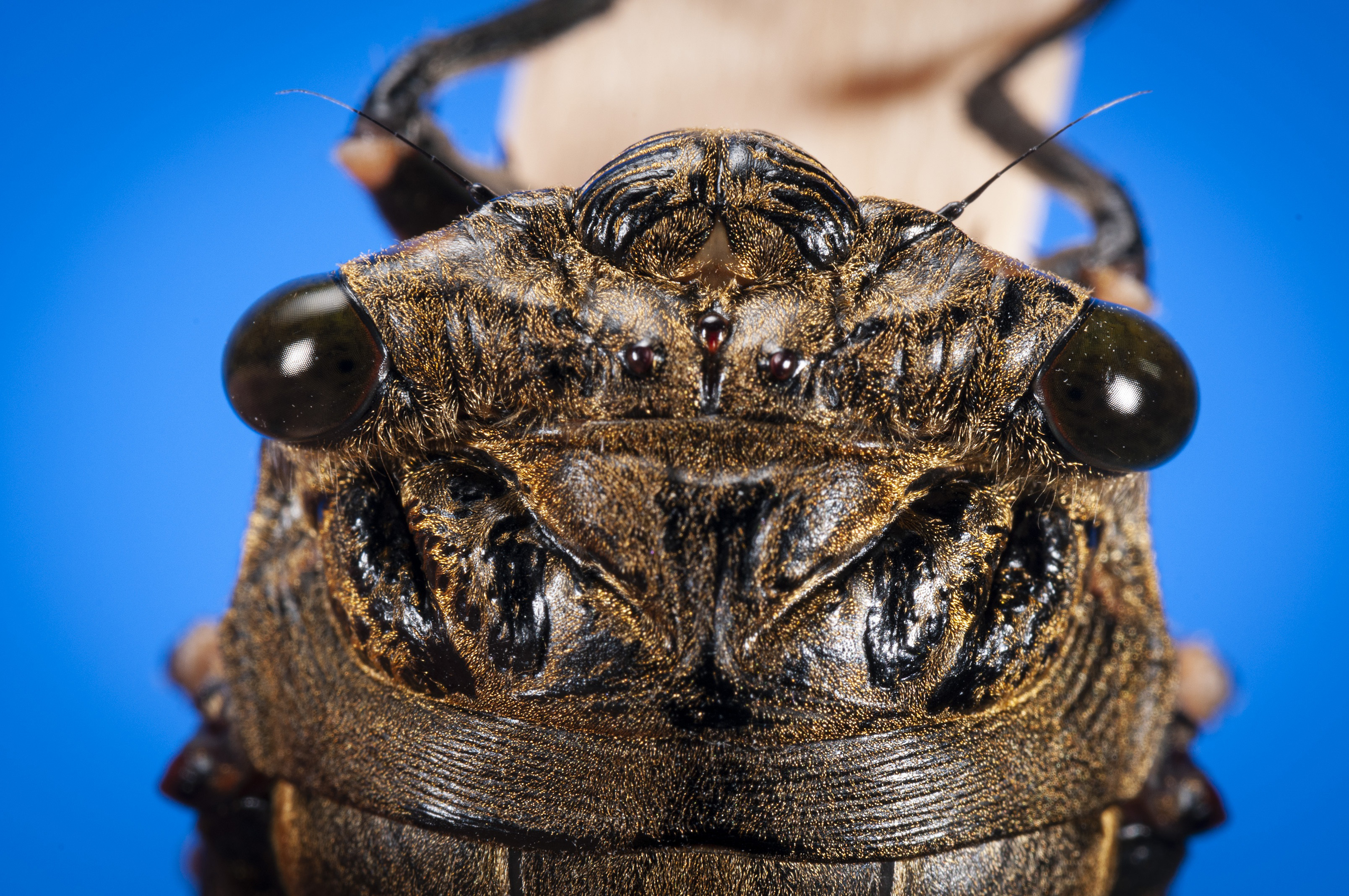
말매미 초접사
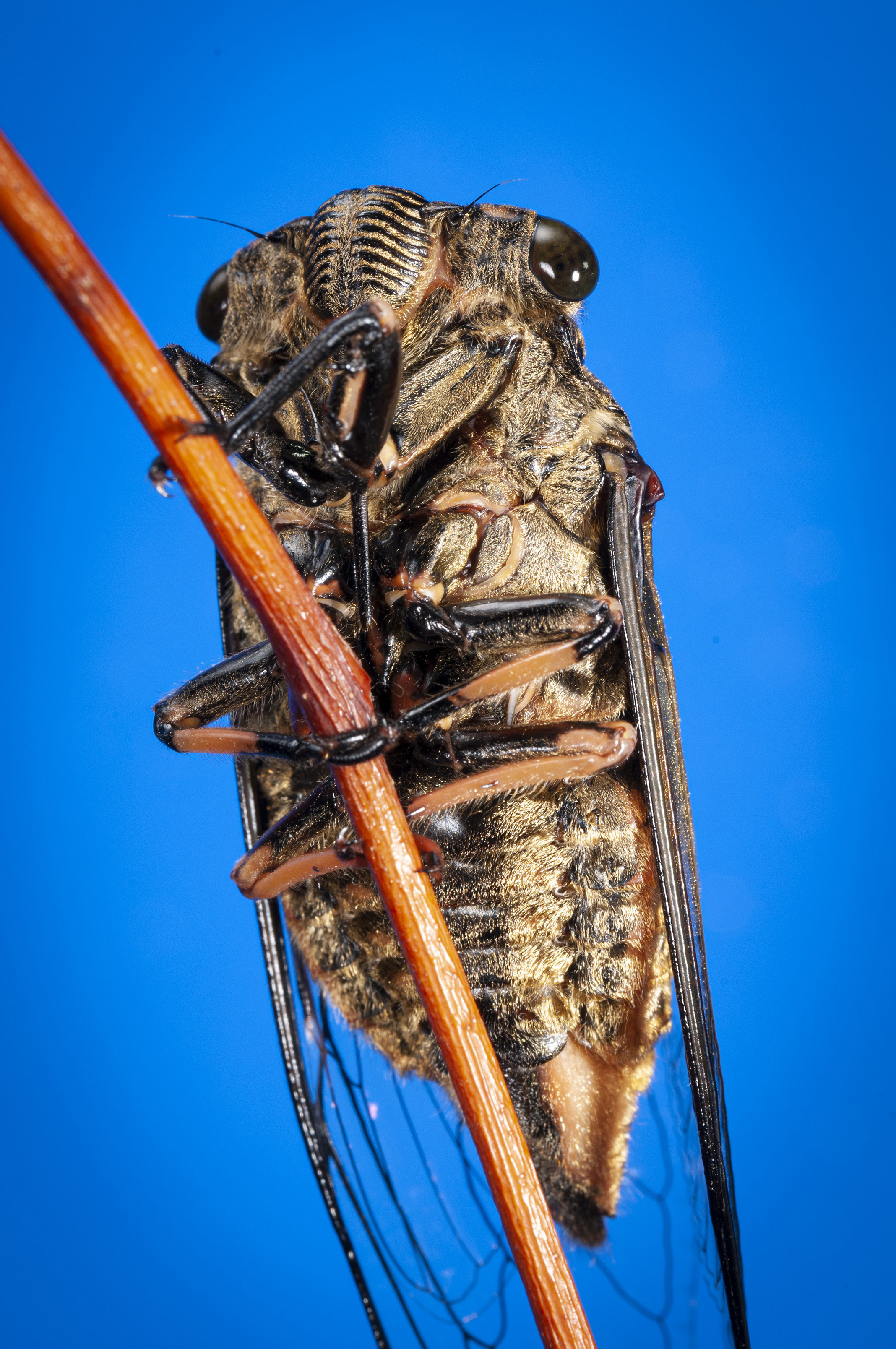
말매미 전신샷

## 중국의 말매미

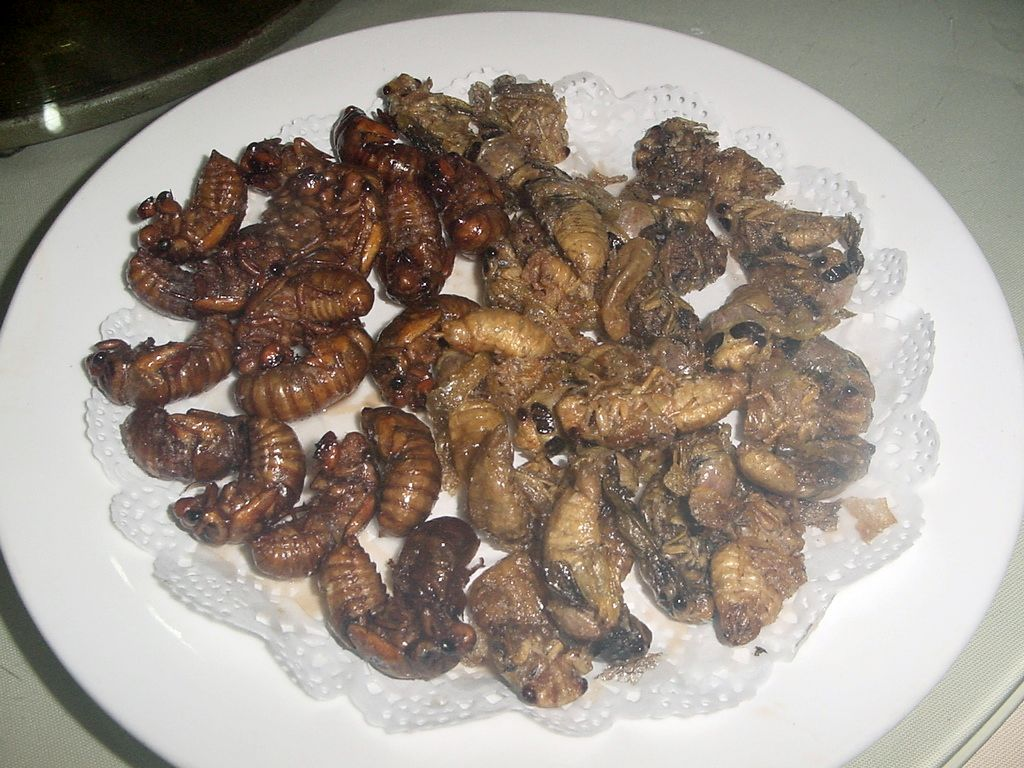
중국 산둥성 웨이팡내 한 식당의 말매미 애벌레 튀김.

중국에도 말매미가 분포하며 식용 및 약용으로도 이용된다.

## 일본의 말매미
일본에는 말매미속에 약 3종류가 있는데, 그 중 가장 대표적인 종류가 일본에서 곰매미(クマゼミ,Cryptotympana facialis)라며 부르는 종이다. 말매미(C. atrata)와 다르게 '시야-시야-'하고 울며 말매미보다 몸집이 더 크다. 일본에서는 말매미를 스지아카곰매미(スジアカクマゼミ)라고 부르는데, 2001년 일본에서 서식함이 확인되었으며 목재품과 같이 들어왔다고 한다.

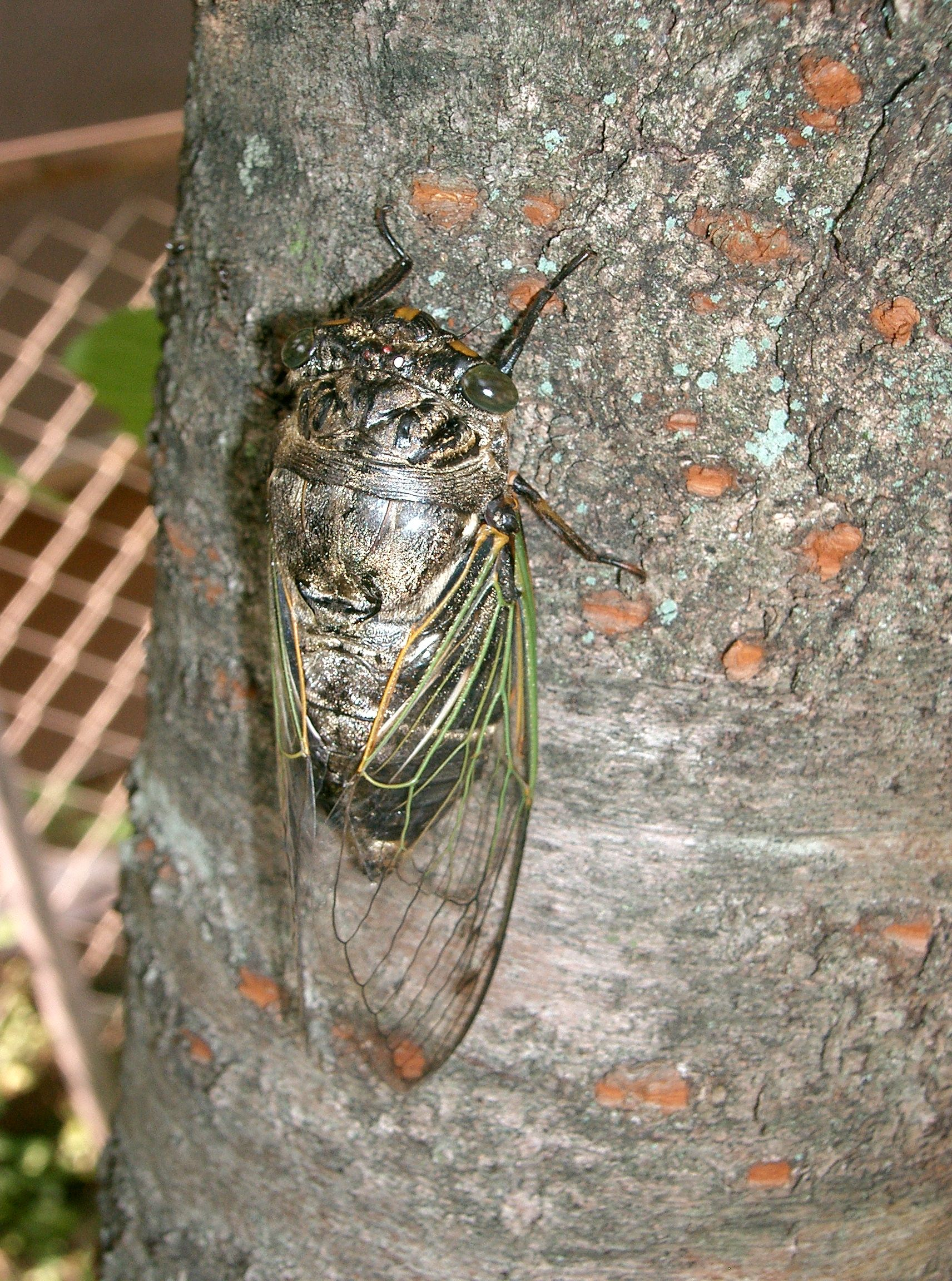
일본의 곰매미(Cryptotympana facialis)